# Presa de Mosul
La Presa de Mosul (árabe:سد الموصل, idioma kurdo Bêndawi Mûsil), Presa Chambarakat o Presa Saddam (سد صدام), es el dique más grande en Irak. Está localizado en el río Tigris, en la gobernación occidental de Ninawa, río arriba de la ciudad de Mosul. 
A su máxima capacidad, su hidroeléctrica mantiene aproximadamente 11,1 km³ de agua y proporciona electricidad a los 1,7 millones de residentes de Mosul. La principal estación generadora de electricidad produce 750 MW (1 010 000 HP) teniendo cuatro turbogeneradores de 187,5 MW (251 400 HP) modelo de turbina Francis. Una segunda planta generadora de electricidad, del tipo reversible o de bombeado tiene una capacidad de 250 MW (340 000 HP) y finalmente una tercera planta generadora río abajo, del tipo de agua fluyente, produce 62 MW (83 000 HP). Es la cuarta presa más grande en Oriente Medio, medido por capacidad de reserva, capturando deshielos de Turquía a unos 110 km (70 millas) al norte. Construido en una formación kárstica (suelo compuesto por materiales solubles al agua), su estabilidad ha requerido importantes reparaciones y esfuerzos desde la invasión de Irak en el año 2003.

## Construcción

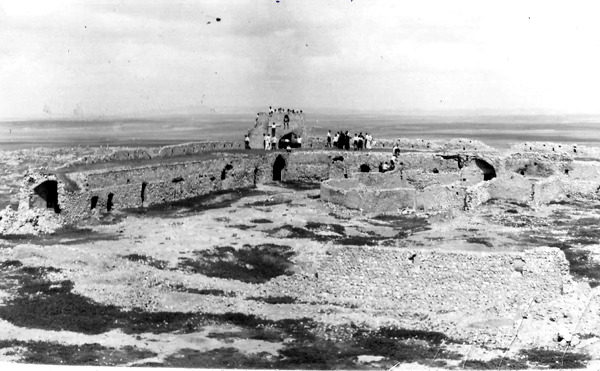
Castillo histórico de Aski Mosul antes de ser sumergido por el agua de la presa.

Para reforzar el régimen de Sadam Huseín durante la guerra Irán-Irak, la construcción de la presa de Mosul era importante. La construcción empezó en 1980 por un consorcio alemán-italiano, dirigido por Hochtief Aktiengesellschaft. Debido a que la presa se construyó sobre terrenos de yeso soluble, los ingenieros instalaron un sistema para permitir la constante inyección de cemento a la base de la presa para promover estabilidad. La construcción finalizó en 1984 y en la primavera de 1985 la presa empezó a inundar el río Tigris, produciendo un embalse que sumergió muchos sitios arqueológicos en la región. Debido a la estabilidad estructural, son constantes las reparaciones y construcciones adicionales.

## Inestabilidad

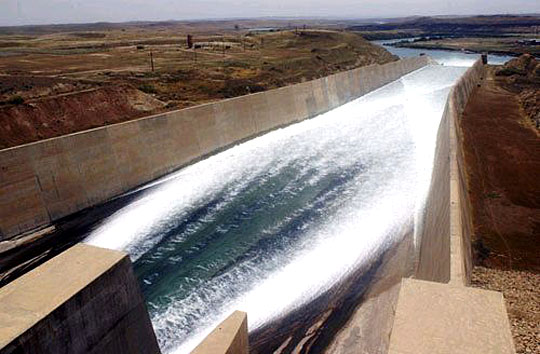
Aliviadero con sección de salto de esquí para disipar la energía del agua

El suelo de la presa está localizado sobre yeso, un mineral blando que se disuelve al contacto con el agua. El mantenimiento continuo requerido es inyección de cemento y otros aditivos. Más de 50 000 toneladas (49 000 t largas; 55 000 t cortas) de materiales ha sido inyectadas al dique desde que se formaron filtraciones poco después de embalsar el agua en 1986, por lo que 24 máquinas continuamente bombean material a la base de la presa. En septiembre de 2006 un informe del Cuerpo de Ingenieros del Ejército de los Estados Unidos anotó, "En plazos de potencial de erosión interna de los cimientos, Mosul es la presa más peligrosa del mundo". El informe más allá perfiló un escenario peor, en que un derrumbamiento repentino de la presa inundaría Mosul debajo de 20 metros (65 pies) de agua y Bagdad, una ciudad de 7 millones de habitantes, a 4,6 metros (15 pies), con aproximadamente 500 000 muertes. Un informe del 30 de octubre de 2007 realizado por el inspector general especial para Reconstrucción de Irak (SIGIR por sus siglas en inglés), dijo que los cimientos de la presa podrían ceder en cualquier momento.
A inicios de abril de 2003, siguiendo la invasión de Irak por una coalición dirigida por EE. UU., la inteligencia militar había desarrollado varios escenarios, incluyendo uno en que fuerzas iraquíes habían cableado el dique para detonarlo. Esto causaría la liberación del embalse de 110 metros (360 pies) de alto, alcanzando Mosul en aproximadamente dos horas.
En el año 2004, el gerente de la presa Abdulkhalik Thanoon Ayoub modificó el nivel máximo permitido de agua de la presa, que puede llegar a 101 metros (330 pies) encima nivel de mar, limitándola a un máximo de 97 metros (319 pies), y reduciendo así la presión en la estructura.  No obstante, los oficiales iraquíes mantienen que el gobierno de EE. UU. está exagerando el riesgo. El Cuerpo de Ingenieros del Ejército de EE. UU. ha propuesto que la Presa de Badush sea expandida para obstruir la gran ola que resultaría si la presa de Mosul colapsara. Esto ha sido rechazado por oficiales iraquíes, quiénes indican que el presupuesto actual para la Presa de Badush es de 300 millones de dólares, para proporcionar energía hidroeléctrica y riego, mientras que la expansión propuesta costaría 10 mil millones de dólares.

En el 2007, el Cuerpo de Ingenieros del Ejército de los EE. UU. desarrolló y ejecutó unos 27 millones de dólares en mantenimiento y reparaciones en el dique a modo de solución a corto plazo. El Gobierno de Irak está implementando una solución a largo plazo que incluye la construcción de 67 metros (220 pies) de paredes profundas alrededor de los cimientos de la presa. El proyecto estaba presupuestado en 4 mil millones de dólares. 

## Dáesh conquista la presa (2014)
Durante varias semanas en julio y agosto, el Estado islámico mantuvo el control de la Presa de Mosul. El 7 de agosto de 2014, los yihadistas capturaron el complejo a manos de los Peshmerga. El control de la presa por Dáesh creó temores de que el suministro eléctrico pudiera ser restringido o los flujos de agua inundaran las áreas bajas. En un escenario menos probable, había preocupaciones de que el dique pudiera romperse, causando una inundación y destrucción río abajo.
El 17 de agosto de 2014, los Peshmerga y el Ejército iraquí lanzaron una operación exitosa y retomaron el control de la presa, con el apoyo de ataques aéreos de Estados Unidos. Se destruyeron o averiaron 19 vehículos que pertenecen a Dáesh, así como un punto de asistencia cerca de la presa.

## Obras de reparación (2016-17)
Durante la invasión de Dáesh, se eliminó al equipo de mantenimiento y los técnicos y el esquema de rutina no se mantuvo. Algunos funcionarios iraquíes continuaron rechazando las afirmaciones de un fallo potencial. La creciente preocupación de inestabilidad debido al control previo de la presa por el Estado Islámico y la falta de seguridad hizo que el gobierno de Irak adjudicara un contrato de 2 000 millones de dólares a la empresa italiana Trevi en diciembre de 2015. El contrato cubre la reparación de la presa y el gobierno italiano planea enviar 450 efectivos militares adicionales para garantizar la seguridad en el sitio de la presa. En enero de 2016, el general estadounidense Sean MacFarland advirtió que la presa podría sufrir un colapso "catastrófico" y añadió: "Lo que sí sabemos es esto: si esta presa se encontrara en Estados Unidos, habría que haber drenado el lago detrás de ella". Sin embargo, en febrero de 2016, el Ministro de Recursos Hídricos, Muhsin al-Shammari declaró "El peligro que se cierne sobre la presa de Mosul es uno entre mil. Este nivel de riesgo está presente en todas las presas del mundo".
En febrero de 2016, la Embajada de Estados Unidos en Irak advirtió de un peligro "grave y sin precedentes" de colapso en la presa y sugirió que se debían hacer planes para evacuar, las ciudades de Mosul, Tikrit, Samarra y Bagdad podrían estar en riesgo en caso de colapso, y que hasta 1,5 millones de personas podrían morir debido a las consiguientes inundaciones. El 29 de febrero, un portavoz de Trevi dijo que el contrato aún no se había firmado; existiendo preocupación de que la presa podría colapsar antes de dar comienzo el trabajo de reparación.
El 2 de marzo de 2016, el gobierno iraquí anunció que el contrato con Trevi había sido finalizado y firmado. Un equipo de especialistas italianos de Trevi llegó el 14 de abril para establecer un campamento para el grupo de ingenieros que lleguen a las pocas semanas. Tras una serie de preparaciones de seguridad, los trabajos comenzaron en diciembre de 2016, con un periodo de ejecución de 18 meses, por lo que terminarían alrededor de verano de 2018. Aun así, muchos científicos y especialistas mantienen que la reforma no es suficiente y que la presa terminará por romperse, por lo que la solución sería drenar el agua del lago o construir la ampliación de la presa de Badush.